# ريوسوكي كاواغوتشي
ريوسوكي كاواغوتشي (باليابانية: 川口 良輔) (مواليد 8 مايو 1971)، هو لاعب كرة قدم سابق كان يلعب كمدافع.